# Вальтабладо-дель-Ріо
Вальтабладо-дель-Ріо (ісп. Valtablado del Río) — муніципалітет в Іспанії, у складі автономної спільноти Кастилія-Ла-Манча, у провінції Гвадалахара. Населення — 15 осіб (2010).
Муніципалітет розташований на відстані близько 120 км на схід від Мадрида, 65 км на схід від Гвадалахари.

## Демографія
Динаміка населення (INE ):